# Choji Kaneta
Choji Kaneta (Japans: 金田潮兒, Kaneta Chōji) (1948) is een Japans componist en muziekpedagoog.
Kaneta werd geboren op het Japanse eiland Hokkaido en studeerde aan de Tokyo National University of Fine Arts and Music. Tegenwoordig is hij professor aan de Tokyo Gakugei Universiteit in Koganei, Tokio. 

## Composities

### Werken voor orkest
- 1981 Revelation I voor orkest
- 1981 Tenkei I voor shakuhachi en orkest
- 1996 Shikisokuzekuu II voor shakuhachi en orkest

### Werken voor harmonieorkest
- 1987 Memoirs I
- 1988 Memoirs II
- 1992 Memoirs III

### Kamermuziek
- 1979 Adoration II voor twee violen
- 1985 Selection II voor marimba en piano
- 1986 Ambivalence IV voor fagot solo
- 1990 Makyo II voor eufonium en slagwerk
- 1991 Irradiation voor fagot en piano
- 2003 Gin-ei voor altviool
- 2004 Des hirondelles tournoient voor strijkkwartet

### Werken voor traditionele Japanse instrumenten
- 1988 Transfiguration II voor 20-snarige Koto en fluit (piccolo)
- 1991 Fushoku II voor shakuhachi solo
- 1996 Shiki-soku-zeKuu III voor shakuhachi solo
- 2003 Byakuga Densetsu 13-snarige Koto
- 2003 Wakano-ura Yuukei voor shami en 17-snarige koto
- 2004 Choyo-no-Utage voor shami
- 2004 Vers brillant voor shakuhachi, shami en 13-snarige koto
- Shikisokuzekuu voor shakuhachi en viool
- Fushoku voor shakuhachi solo

## Publicaties
- G.コサードの「和声の技法」における転調についての比較研究 (L'etude comparatif de la modulation dans TECHNIQUE DE D'HARMONIE, par G.CAUSSADE)
- ソナタ形式における主動機展開法の研究 : Beethovenのピアノ・ソナタ作品2 No.1 第一楽章の場合 (Study on the Developmental Technique of Main Motive in Sonata Form: In Beethoven's Sonata for Piano op. 2 No.1 1st Movement)

- Gemeinsame Normdatei: 134721888
- International Standard Name Identifier: 0000 0000 8356 9147
- Library of Congress Control Number: n88090468
- Nederlandse Thesaurus van Auteursnamen: 11000101X
- Virtual International Authority File: 11393458
- WorldCat: E39PBJfh3KDK4TmH4cmqydhvHC